# Kūhsar Deh
Kūhsar Deh (persiska: کوهسر ده, Kūhsāreh, کوهسارِه, كوهسارَه) är en ort i Iran.   Den ligger i provinsen Ardabil, i den nordvästra delen av landet, 400 km nordväst om huvudstaden Teheran. Kūhsar Deh ligger 2 258 meter över havet och antalet invånare är 612.
Terrängen runt Kūhsar Deh är kuperad söderut, men norrut är den bergig. Runt Kūhsar Deh är det ganska glesbefolkat, med 45 invånare per kvadratkilometer. Närmaste större samhälle är Tūryākhlū, 18,2 km nordväst om Kūhsar Deh. Trakten runt Kūhsar Deh består i huvudsak av gräsmarker.